# Ahmad Chalfan al-Ghailani

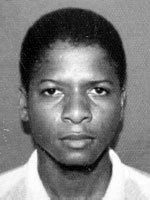
Ahmad Chalfan al-Ghailani

Ahmad Chalfan al-Ghailani (* 14. März 1974 in Sansibar, Tansania) ist mutmaßliches Mitglied der Terrororganisation al-Qaida und verurteilter Helfer bei den Terroranschlägen auf die US-Botschaften in Kenia und Tansania. Sein Name (arabisch أحمد خلفان الغيلاني) wird in den Medien meist gemäß der in englischsprachigen Ländern üblichen Transkription als Ahmad Khalfan Ghailani wiedergegeben.
Laut Informationen des amerikanischen FBI sind auch folgende Namen und Schreibweisen von Ghailani im Umlauf: Ahmad Khalafan Ghilani, Ahmed Khalfan Ahmed, Abubakar K. Ahmed, Abubakary K. Ahmed, Abubakar Ahmed, Abu Bakr Ahmad, A. Ahmed, Ahmed Khalfan, Ahmed Khalfan Ali, Abubakar Khalfan Ahmed, Ahmed Ghailani, Ahmad Al Tanzani, Abu Khabar, Abu Bakr, Abubakary Khalfan Ahmed Ghailani, Mahafudh Abubakar Ahmed Abdallah Hussein, Sharif Omar Mohammed, „Foopie“, „Fupi“, „Ahmed the Tanzanian“.
Weitere mögliche Geburtsdaten sind der 13. oder 14. April 1974 bzw. der 1. August 1970.
Al-Ghailani wird verdächtigt, eine Hauptrolle bei den Terroranschlägen auf die US-Botschaften in Kenia und Tansania gespielt zu haben. Dabei waren im August 1998 insgesamt 224 Menschen ums Leben gekommen und Tausende verletzt worden. Die amerikanische Regierung hatte auf seine Ergreifung eine Belohnung von bis zu 25 Millionen US-Dollar ausgesetzt.
Am 25. Juli 2004 wurde al-Ghailani nach einem zwölfstündigen Feuergefecht in der Stadt Gujrat im Osten Pakistans verhaftet. Seine Verhaftung wurde von Pakistans Innenminister Faisal Saleh Hayyat und von einem Beamten der amerikanischen Regierung bestätigt.
Al-Ghailani ist mit einer usbekischen Frau verheiratet und hat Kinder. Diese wurden ebenso wie 15 weitere Personen (zumeist aus Afrika stammend) verhaftet. Bei seiner Festnahme wurden auch zwei Kalaschnikow-Sturmgewehre, Chemikalien, zwei Computer, Disketten und eine große Menge ausländisches Bargeld sichergestellt.
Im November 2010 wurde al-Ghailani von einem US-Zivilgericht verurteilt. Er wurde der „Verschwörung zur Zerstörung von US-Eigentum“ von den Geschworenen für schuldig befunden. In weiteren 285 Anklagepunkten, darunter Verschwörung zur Ermordung von US-Bürgern, Verschwörung zum Einsatz von Massenvernichtungswaffen und Mord, wurde er freigesprochen. Die Staatsanwaltschaft bezeichnete ihn als einen der Drahtzieher und warf ihm enge Verbindungen zum Terrornetzwerk al-Qaida vor. Demnach kaufte er den bei dem Attentat in Tansania eingesetzten Lastwagen und Sprengstoff. Die Verteidigung argumentierte, er habe nicht gewusst, was er kaufte. Er sei von al-Qaida getäuscht worden. Er hätte keine direkten Kenntnisse über die Anschläge gehabt. Zudem sei er nach seiner Festnahme von CIA-Agenten gefoltert worden.
Nach Angaben der Staatsanwaltschaft drohte al-Ghailani eine Strafe zwischen 20 Jahren und lebenslanger Haft. Er wurde am 25. Januar 2011 zu lebenslanger Haft ohne Chance auf Begnadigung verurteilt.
Dies war der erste Prozess für einen Häftling des umstrittenen Gefangenenlagers Guantanamo vor einem US-Zivilgericht. Bisher wurden die Häftlinge vor spezielle Militärtribunale gestellt, wo sie nur verminderte Rechte hatten. Dieses Verfahren galt als Testlauf für die Pläne von US-Präsidenten Barack Obama, weitere Verfahren gegebenenfalls vor Zivilgerichten zu führen und Guantanamo zu schließen.